# Valentin Bădoi
Valentin Bădoi (Turnu Măgurele, 16 dicembre 1975) è un allenatore di calcio ed ex calciatore rumeno, di ruolo difensore o centrocampista, preparatore del Gloria Buzău.

## Carriera

### Calciatore

#### Club

##### Inizi
Cresciuto nella squadra della sua città, la Turris Turnu Măgurele, ha esordito in Divizia C nella stagione 1999-2000. Nel 2000 è passato al Bacău, club della massima divisione rumena. Il debutto nella massima serie rumena è avvenuto l'8 luglio 2000, nell'incontro di campionato Steaua Bucarest-Bacău (4-3). Ha militato nel club gialloblù per due stagioni, totalizzando 59 presenze e 13 reti in campionato.

##### Rapid Bucarest e Steaua Bucarest
Nel 2002 si è trasferito al Rapid Bucarest. Il debutto con la nuova maglia è avvenuto il 1º settembre 2002, nell'incontro di campionato Brașov-Rapid Bucarest (2-0). Il 17 settembre 2002 fa il proprio esordio nelle competizioni europee, disputando da titolare il match Vitesse-Rapid Bucarest (1-1), gara di andata del primo turno di Coppa UEFA. Ha militato nelle file del Rapid Bucarest per cinque stagioni, totalizzando 151 presenze e 23 presenze in campionato.

##### Timisoara e Universitatea Craiova
Nell'estate 2007 si è trasferito allo Steaua Bucarest. Il debutto con il club rossoblù è avvenuto il 27 luglio 2007, nell'incontro di campionato Steaua Bucarest-Ceahlăul Piatra Neamț (2-1). Con il club rossoblù, inoltre, ha debuttato in Champions League il successivo 31 luglio, disputando la gara di andata del secondo turno di qualificazione contro il Zagłębie Lubin. Nel gennaio 2008 è passato al Timișoara. Ha debuttato con la nuova maglia il 24 febbraio 2008, nell'incontro di campionato Pandurii Targu Jiu-Poli Timișoara (1-3). Ha militato nel club biancoviola per una stagione e mezza, totalizzando 43 presenze e 3 reti in campionato. Rimasto svincolato, il 9 settembre 2009 è stato ingaggiato con un contratto annuale dal FCU Craiova. Il debutto con la nuova maglia è avvenuto il successivo 3 ottobre, nell'incontro di campionato FCU Craiova-Unirea Alba Iulia (3-1). Ha militato nelle file del club biancoazzurro fino all'anno successivo, totalizzando 18 presenze in campionato.

##### Ultimi anni
Rimasto svincolato, nell'estate 2010 ha firmato un contratto annuale con il Brașov. Ha debuttato con la nuova maglia il 26 luglio 2010, nell'incontro di campionato FCM Targu Mures-Brașov (0-1). Ha militato nel club giallonero fino al 2011, totalizzando 11 presenze in campionato. Ha concluso la propria carriera nel 2012, dopo una breve esperienza al Conpet Ploiești.

#### Nazionale
Ha debuttato in Nazionale maggiore il 9 febbraio 2005, nell'amichevole Romania-Slovacchia (2-2), subentrando a Mirel Rădoi al minuto 81. Ha partecipato, con la Nazionale, alle qualificazioni ai mondiali 2006. Ha collezionato in totale, con la selezione rumena, 11 presenze.

### Allenatore
Dopo il ritiro dal calcio giocato, nel 2012 è diventato allenatore del Acad. Clinceni (poi divenuta Acad. Clinceni). È stato sollevato dall'incarico il 28 aprile 2014. Dal 2014 al 2016 ha allenato il Turris Turnu Măgurele. Nel marzo 2016 è diventato vice del tecnico Mugur Bolohan al Acad. Clinceni. Ha mantenuto l'incarico fino al termine della stagione. Nel settembre 2016 è diventato tecnico del Voința Crevedia. Ha mantenuto l'incarico fino al termine della stagione. Nell'agosto 2018 ha firmato un contratto con il Carmen Bucarest. Ha mantenuto l'incarico fino all'anno successivo. Nel settembre 2020 è diventato vice del tecnico Nicolae Constantin al Comuna Recea. Il 27 aprile 2021 è diventato il vice di Constantin al Petrolul Ploiești. Ha mantenuto l'incarico fino al 7 febbraio 2023, data in cui Constantin ha risolto il proprio contratto con il club. L'11 aprile 2023 è diventato tecnico del Dunărea Turris Turnu Măgurele.

## Statistiche

### Presenze e reti nei club
| Stagione              | Squadra                       | Campionato            | Campionato | Campionato | Coppe nazionali | Coppe nazionali | Coppe nazionali | Coppe continentali | Coppe continentali | Coppe continentali | Altre coppe | Altre coppe | Altre coppe | Totale | Totale |
| Stagione              | Squadra                       | Comp                  | Pres       | Reti       | Comp            | Pres            | Reti            | Comp               | Pres               | Reti               | Comp        | Pres        | Reti        | Pres   | Reti   |
| --------------------- | ----------------------------- | --------------------- | ---------- | ---------- | --------------- | --------------- | --------------- | ------------------ | ------------------ | ------------------ | ----------- | ----------- | ----------- | ------ | ------ |
| 1999-2000             | Dunărea Turris Turnu Măgurele | DC                    | ?          | ?          | CR              | ?               | ?               | -                  | -                  | -                  | -           | -           | -           | ?      | ?      |
| 2000-2001             | Bacău                         | DA                    | 30         | 5          | CR              | ?               | ?               | -                  | -                  | -                  | -           | -           | -           | 30+    | 5+     |
| 2001-2002             | Bacău                         | DA                    | 29         | 8          | CR              | ?               | ?               | -                  | -                  | -                  | -           | -           | -           | 29+    | 8+     |
| Totale Bacău          | Totale Bacău                  | Totale Bacău          | 59         | 13         |                 | ?               | ?               |                    | -                  | -                  |             | -           | -           | 59+    | 13+    |
| 2002-2003             | Rapid Bucarest                | DA                    | 30         | 7          | CR              | ?               | ?               | UEFA               | 2                  | 0                  | -           | -           | -           | 32+    | 7+     |
| 2003-2004             | Rapid Bucarest                | DA                    | 30         | 5          | CR              | ?               | ?               | UCL                | 2                  | 0                  | -           | -           | -           | 32+    | 5+     |
| 2004-2005             | Rapid Bucarest                | DA                    | 30         | 1          | CR              | ?               | ?               | -                  | -                  | -                  | -           | -           | -           | 30+    | 1+     |
| 2005-2006             | Rapid Bucarest                | DA                    | 29         | 3          | CR              | 3               | 0               | UEFA               | 16                 | 0                  | -           | -           | -           | 48     | 3      |
| 2006-2007             | Rapid Bucarest                | LI                    | 32         | 7          | CR              | 1               | 0               | UEFA               | 10                 | 0                  | SCR         | 1           | 0           | 44     | 7      |
| Totale Rapid Bucarest | Totale Rapid Bucarest         | Totale Rapid Bucarest | 151        | 23         |                 | 4+              | 0+              |                    | 30                 | 0                  |             | 1           | 0           | 186+   | 23+    |
| 2007-gen. 2008        | Steaua Bucarest               | LI                    | 10         | 0          | CR              | 1               | 0               | UCL                | 5                  | 0                  | -           | -           | -           | 16     | 0      |
| gen.-giu. 2008        | Timișoara                     | LI                    | 15         | 1          | CR              | 0               | 0               | -                  | -                  | -                  | -           | -           | -           | 15     | 1      |
| 2008-2009             | Timișoara                     | LI                    | 28         | 2          | CR              | 2               | 0               | UEFA               | 2                  | 0                  | -           | -           | -           | 32     | 2      |
| lug.-set. 2008        | Timișoara                     | LI                    | 2          | 0          | CR              | 0               | 0               | UCL                | 0                  | 0                  | -           | -           | -           | 2      | 0      |
| Totale Poli Timisoara | Totale Poli Timisoara         | Totale Poli Timisoara | 45         | 3          |                 | 2               | 0               |                    | 2                  | 0                  |             | -           | -           | 49     | 3      |
| set. 2009-2010        | FCU Craiova                   | LI                    | 16         | 0          | CR              | 2               | 0               | -                  | -                  | -                  | -           | -           | -           | 18     | 0      |
| 2010-2011             | Brașov                        | LI                    | 11         | 0          | CR              | 1               | 0               | -                  | -                  | -                  | -           | -           | -           | 12     | 0      |
| ago.-ott. 2012        | Conpet Ploiești               | LIII                  | ?          | ?          | CR              | ?               | ?               | -                  | -                  | -                  | -           | -           | -           | ?      | ?      |
| Totale carriera       | Totale carriera               | Totale carriera       | 292+       | 39+        |                 | 10+             | 2+              |                    | 37                 | 0                  |             | 1           | 0           | 340+   | 41+    |

### Cronologia presenze e reti in nazionale
| Cronologia completa delle presenze e delle reti in nazionale ― Romania | Cronologia completa delle presenze e delle reti in nazionale ― Romania | Cronologia completa delle presenze e delle reti in nazionale ― Romania | Cronologia completa delle presenze e delle reti in nazionale ― Romania | Cronologia completa delle presenze e delle reti in nazionale ― Romania | Cronologia completa delle presenze e delle reti in nazionale ― Romania | Cronologia completa delle presenze e delle reti in nazionale ― Romania | Cronologia completa delle presenze e delle reti in nazionale ― Romania |
| Data                                                                   | Città                                                                  | In casa                                                                | Risultato                                                              | Ospiti                                                                 | Competizione                                                           | Reti                                                                   | Note                                                                   |
| ---------------------------------------------------------------------- | ---------------------------------------------------------------------- | ---------------------------------------------------------------------- | ---------------------------------------------------------------------- | ---------------------------------------------------------------------- | ---------------------------------------------------------------------- | ---------------------------------------------------------------------- | ---------------------------------------------------------------------- |
| 9-2-2005                                                               | Larnaca                                                                | Romania                                                                | 2 – 2                                                                  | Slovacchia                                                             | Amichevole                                                             | -                                                                      | 81’                                                                    |
| 3-9-2005                                                               | Constanța                                                              | Romania                                                                | 2 – 0                                                                  | Rep. Ceca                                                              | Qual. Mondiali 2006                                                    | -                                                                      | 53’ 63’                                                                |
| 8-10-2005                                                              | Helsinki                                                               | Finlandia                                                              | 0 – 1                                                                  | Romania                                                                | Qual. Mondiali 2006                                                    | -                                                                      | 54’                                                                    |
| 12-11-2005                                                             | Le Mans                                                                | Romania                                                                | 1 – 2                                                                  | Costa d'Avorio                                                         | Amichevole                                                             | -                                                                      | 86’                                                                    |
| 16-11-2005                                                             | Bucarest                                                               | Romania                                                                | 3 – 0                                                                  | Nigeria                                                                | Amichevole                                                             | -                                                                      | 85’                                                                    |
| 28-2-2006                                                              | Nicosia                                                                | Romania                                                                | 2 – 0                                                                  | Armenia                                                                | Amichevole                                                             | -                                                                      |                                                                        |
| 1-3-2006                                                               | Larnaca                                                                | Romania                                                                | 2 – 0                                                                  | Slovenia                                                               | Amichevole                                                             | -                                                                      | 88’                                                                    |
| 26-5-2006                                                              | Chicago                                                                | Romania                                                                | 2 – 0                                                                  | Irlanda del Nord                                                       | Amichevole                                                             | -                                                                      |                                                                        |
| 27-5-2006                                                              | Chicago                                                                | Colombia                                                               | 0 – 0                                                                  | Romania                                                                | Amichevole                                                             | -                                                                      | 76’                                                                    |
| 16-8-2006                                                              | Constanța                                                              | Romania                                                                | 2 – 0                                                                  | Cipro                                                                  | Amichevole                                                             | -                                                                      | 56’                                                                    |
| 15-11-2006                                                             | Cadice                                                                 | Spagna                                                                 | 0 – 1                                                                  | Romania                                                                | Amichevole                                                             | -                                                                      | 46’                                                                    |
| Totale                                                                 |                                                                        | Presenze                                                               | 11                                                                     |                                                                        | Reti                                                                   | 0                                                                      |                                                                        |